# Георги Мустрев
Георги (Гьорче, Гьорше) Мустрев, известен като Самарджията, е български възрожденец, открил в 1859 година заедно със сина си Никола Мустрев първото българско училище в Охрид.

## Биография
Мустрев е роден в Охрид. Учи в Бигорския манастир. По професия е самарджия. Към 1830 година се научава да пише на български - един от първите в Охрид. През 1859 година открива в дома си първото българско вечерно частно училище заедно със сина си Никола Мустрев, който е възпитаник на Зографския манастир. Двамата са насърчени в начинанието си Партений Зографски, с когото поддържат лична кореспонденция. С дейността си той си навлича гнева на владиката Мелетий. Вследствие на неговия натиск, баща и син Мустреви са оклеветени като панслависти и хвърлени за няколко месеца в затвора в Дебър заедно със Стефан Мустрев, Григор Пърличев и Яким Сапунджиев.
През 1864 година руският дипломат Михаил Хитрово пише за Мустрев:
| „ | По професия Мустрев е самарджия. Той се занимава с изработването на самари – дървени товарни седла, от което получава твърде скромни средства за съществуване. Синът на Мустрев има в Охрид малък дюкян с всякаква стока и между другото с книги. Човек от просто произхождение, без особено образование, Мустрев е съумял да си спечели честно име между съотечествениците си, които са се посветили отдавна да служат неуморно на своята народност... Без никакви средства във време, когато никой още не е мислил за пробуждането на славянската народност в Турция, Мустрев е създал първото българско училище в Охрид, където той безвъзмездно преподавал славянското четмо на няколко момчета, и то вечер, както за да избегне преследванията на митрополита и на охридските гръкомани, така и поради своите занаятчийски занимания, които не му оставяли време през деня... Сега българският език получава вече повсеместно право на гражданственост, но първите дейци за пробуждане на славянската народност в Охрид, които имат в своите редици покойните братя Миладинови, са получили първите познания за правата на отечествения си език в бедното училище на Мустрев под негово ръководство и самарджията Мустрев с право може да бъде признат за един от първите дейци на това народно пробуждане. | “ |